# Taizhou (Zhejiang)
Taizhou is een stad in de gelijknamige prefectuur in de oostelijke provincie Zhejiang, Volksrepubliek China. Bij de volkstelling van 2020 had de stad zelf 1.485.502 inwoners. De prefectuur had 6.622.888 inwoners. Inclusief de voorsteden Linhai en Wenling heeft Taizhou een agglomeratie van 4 miljoen.
Taizhou ligt aan de Oost-Chinese Zee, grenst in het noorden aan Ningbo, in het noordoosten aan Shaoxing en in het westen aan Jinhua.